# Scydmoraphes sparshalli
Scydmoraphes sparshalli är en skalbaggsart som först beskrevs av Henry Denny 1825.  Scydmoraphes sparshalli ingår i släktet Scydmoraphes, och familjen glattbaggar. Enligt den finländska rödlistan är arten otillräckligt studerad i Finland. Arten är reproducerande i Sverige. Artens livsmiljö är lundskogar.